# Don't Stop
Don't Stop — двадцять другий студійний альбом британського рок-гурту Status Quo, який був випущений 5 лютого 1996 року.

## Список композицій
1. Fun, Fun, Fun – 4:03
2. When You Walk in the Room – 4:05
3. I Can Hear the Grass Grow – 3:27
4. You Never Can Tell – 3:50
5. Get Back – 3:23
6. The Safety Dance – 3:56
7. Raining in My Heart – 3:32
8. Don't Stop – 3:40
9. Sorrow – 4:14
10. Proud Mary – 3:30
11. Lucille – 2:58
12. Johnny and Mary – 3:35
13. Get Out Of Denver – 4:09
14. The Future's So Bright (I Gotta Wear Shades) – 3:36
15. All Around My Hat – 3:56

## Учасники запису
- Френсіс Россі - вокал, гітара
- Рік Парфітт - вокал, гітара
- Джон Едвардс - бас-гітара
- Джефф Річ - ударні
- Енді Боун - клавішні